# کراسنویه (شهرستان پروخوروفسکی، استان بلگورود)
کراسنویه (انگلیسی: Krasnoye, Prokhorovsky District, Belgorod Oblast) یک شهرک در بخش پروخوروفسکی استان بلگورود کشور روسیه است.